# Laurel Pop Festival
Das Laurel Pop Festival fand am 11. und 12. Juli 1969 im Laurel Race Course in Laurel (Maryland) statt.
Das Festival wurde von George Wein in Zusammenarbeit mit den lokalen Organisatoren Elzie Street und James Scott etwas mehr als einen Monat vor dem Woodstock-Festival veranstaltet. Wein, Gründer des Newport Jazz Festivals, sah das Laurel Pop Festival als Ergänzung seines seit 1967 laufenden Laurel Jazz Festivals.
In der Presse im Voraus als das „Who’s Who“ der Popmusik beworben, zog das Event bis zu 15.000 Zuschauer an. Bei Eintrittspreisen zwischen 4,75 und 10 $ erzeugte das Laurel Pop Festival einen beachtlichen Gewinn.
Der zweite Abend war regnerisch, es gab mehrstündige Verzögerungen. Die Zuschauer begannen, die zur Verfügung gestellten hölzernen Klappstühle zusammenzutragen, um sie dann anzuzünden. Weit nach Mitternacht wurde das Festival von der Polizei aufgelöst.
Es traten auf:
- am Freitag, dem 11. Juli 1969:
  - Buddy Guy
  - Al Kooper
  - Jethro Tull
  - Johnny Winter
  - Edwin Hawkins
  - Led Zeppelin
- am Samstag, dem 12. Juli 1969:
  - Jeff Beck
  - Ten Years After
  - Sly and the Family Stone
  - The Mothers of Invention
  - Savoy Brown
  - The Guess Who